# Jonas Armstrong
Jonas Armstrong (Dublín, 1 de enero de 1981) es un actor irlandés, conocido por haber interpretado a Robin Hood en la serie británica Robin Hood.

## Biografía
Jonas Armstrong nació en el Mount Carmel Hospital, en Dublín, Irlanda, el primero de enero, exactamente un minuto después de la medianoche del día de Año Nuevo. Jonas fue el primer bebé nacido en Irlanda ese año.
Se crio en Lytham St Annes, Lancashire, Inglaterra. Tiene un hermano menor y una hermana menor. En 2003 se graduó en la Royal Academy of Dramatic Art.
Jonas salió durante dos años con la actriz Sammy Winward, pero la pareja se separó en 2009, debido al trabajo.
En 2010 fue arrestado después de verse envuelto en una pelea con un taxista afuera de la casa de su madre. Jonas estaba borracho y al darse cuenta de que no tenía dinero para pagarle al taxista comenzó la pelea. Jonas se declaró culpable de la acusación y tuvo que pagar cien libras.

## Carrera
En 2004 apareció en seis episodios de la cuarta temporada de la serie británica de comedia y drama Teachers donde interpretó a Anthony Millington.
Más tarde en 2005 interpretó a Pete Maitland en la serie de drama criminal The Ghost Squad.
Su primer papel importante en televisión lo obtuvo en octubre de 2006 cuando se unió al elenco de la serie Robin Hood donde interpretó al héroe y leyenda Robin of Locksley ("Robin Hood"), hasta el final de la serie en 2009.
Mientras se encontraba filmando una secuencia de lucha para la segunda temporada Armstrong se rompió un hueso metatarsiano de su pie. En agosto de 2008 la BBC confirmó que Jonas dejaría la serie después de terminar la tercera temporada.
En 2008 interpretó a Simon McNeal en la película de terror Book of Blood, la cual está basada en un relato de Clive Barker.
En 2009 apareció en tres episodios de la serie dramática The Street, donde interpretó al Soldado TA Nick Calshaw, quien regresa de Afganistán con una desfiguración facial y una mano artificial; después de ser herido por un terrorista suicida cuando Nick fue incapaz de disparar.
En 2010 apareció en la película Marple: The Secret of Chimneys.
En 2012 apareció en la película Twenty8k donde interpretó a Clint O'Conner y en la serie Hit and Miss donde dio vida a Ben.
En 2013 interpretó a Elek Cohen en el drama Walking with the Enemy.
En 2014 apareció en la película Edge of Tomorrow donde interpretó al soldado Skinner y compartió créditos con Tom Cruise y Emily Blunt.
En 2023 interpretó un papel principal en la miniserie (6 capítulos) "Boat Story"

## Filmografía

### Series de televisión
| Año       | Título                        | Personaje            | Notas                   |
| --------- | ----------------------------- | -------------------- | ----------------------- |
| 2018      | Troya: La caída de una ciudad | Menelao              | 10 episodios            |
| 2016      | Line of Duty                  | Joe Nash             | 3 episodios             |
| 2016      | Ripper Street                 | Nathaniel            | 6 episodios             |
| 2016      | Dark Angel                    | Joseph "Joe" Natrass | 2 episodios - miniserie |
| 2015      | The Dovekeepers               | Yoav                 | 2 episodios - miniserie |
| 2012      | Hit and Miss                  | Ben                  | 6 episodios             |
| 2012      | Prisoners Wives               | Steve                | 6 episodios             |
| 2011      | The Body Farm                 | Nick Warner          | episodio # 1.5          |
| 2011      | The Field of Blood            | Terry Hewitt         | 2 episodios             |
| 2009      | The Street                    | Nick                 | 3 episodios             |
| 2006-2009 | Robin Hood                    | Robin Hood           | 39 episodios            |
| 2005      | The Ghost Squad               | Pete Maitland        | 7 episodios             |
| 2004      | Theachers                     | Anthony Millington   | 6 episodios             |

### Películas
| Año  | Título                         | Personaje      | Notas                                                                                            |
| ---- | ------------------------------ | -------------- | ------------------------------------------------------------------------------------------------ |
| 2014 | Edge of Tomorrow               | Skinner        | junto a Tom Cruise, Emily Blunt, Bill Paxton, Marianne Jean-Baptiste y Kick Gurry                |
| 2013 | The Whale                      | Chase          | junto a Jassa Ahluwalia, David Gyasi, Ferdinand Kingsley, Paul Kaye, Chris Starkie y Adam Rayner |
| 2013 | Walking with the Enemy         | Elek Cohen     | junto a Simon Kunz, Hannah Tointon, Mark Wells y William Hope                                    |
| 2012 | Twenty8k                       | Clint O'Conner | junto a Kaya Scodelario, Parminder Nagra, Stephen Dillane y Kierston Wareing                     |
| 2011 | La Furia del Yeti              | Bill           | junto a David Hewlett, David Chokachi y Matthew Kevin Anderson                                   |
| 2011 | The Whiskey Robber             | Batori         | junto a Jack Huston                                                                              |
| 2010 | Marple: The Secret of Chimneys | Anthony Cade   | junto a Charlotte Salt, Ruth Jones y Mathew Horne                                                |
| 2008 | Book of Blood                  | Simon McNeal   | junto a Sophie Ward                                                                              |
| 2006 | Losing Gemma                   | Steve          | junto a Alice Eve y Jason Flemyng                                                                |

### Teatro
| Año  | Obra                  | Personaje    | Teatro                     | Notas                                           |
| ---- | --------------------- | ------------ | -------------------------- | ----------------------------------------------- |
| 2005 | Rutherford & Son      | Richard      | Royal Exchange, Mánchester | -                                               |
| 2004 | The Skin of Our Teeth | Henry        | Young Vic Theatre, Londres | -                                               |
| 2003 | Quartermaine's Terms  | Derek Meadle | Royal Theatre, Northampton | junto a Rupert Wickham, Ian Price y Sophie Shaw |

### Apariciones
| Año  | Programa                       | Notas                                                   |
| ---- | ------------------------------ | ------------------------------------------------------- |
| 2009 | T4 on the Beach 2009           | -                                                       |
| 2009 | This Morning                   | episodio del 1 de mayo                                  |
| 2009 | The 4th TV Now Awards          | -                                                       |
| 2009 | The Paul O'Grady Show          | episodio del 24 de marzo                                |
| 2008 | Empire Movie Awards 2008       | -                                                       |
| 2007 | Breakfast                      | episodio del 29 de noviembre                            |
| 2007 | Deadline                       | episodio # 1.9                                          |
| 2007 | Never Mind the Buzzcocks       | episodio # 20.5                                         |
| 2006 | The National Television Awards | presentador - junto a Lucy Griffiths y Richard Armitage |
| 2006 | World of Robin Hood            | -                                                       |